# Stare civilă
Starea civilă face referire la poziția unei persoane fizice în cadrul familiei și societății. Aceasta face referire la numeroase aspecte ale vieții individului, precum domiciliu, sex, naționalitate, nume etc. Toate acestea sunt dovedite de documente juridice.

## Competență
În dreptul român, unele judecări legate de înregistrările în registrele de sare civilă se fac de către judecătorie.